# India pale ale

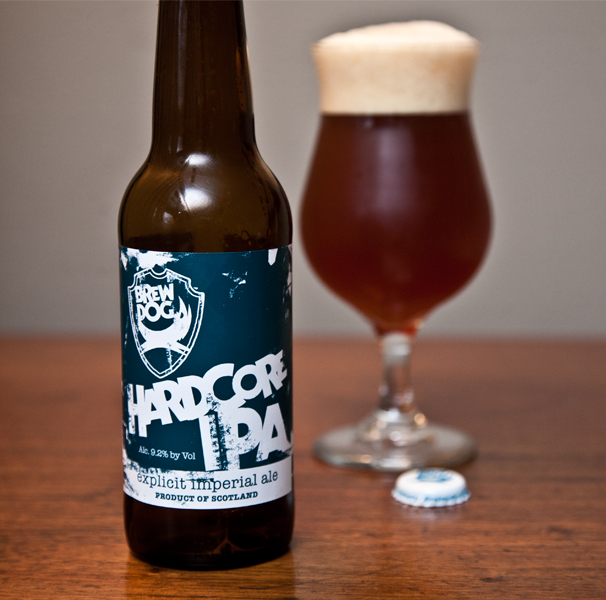
India pale ale upphällt i glas.

India pale ale (IPA) är ett överjäst öl med hög alkoholhalt, 5 procent och uppåt, har en betydlig beska (ca 40–60 IBU, International Bitterness Units), och är mer eller mindre ljust till färgen. Ölet kom till i slutet av 1700-talet för att skeppas mellan England och Indien. Den höga alkoholhalten och den högre andel humle man hade i ölet, hade den konserverande effekt som var nödvändig för den halvårslånga resan. IPA:n blev omtyckt och kom sedan ut på den vanliga marknaden där den blev mycket uppskattad.

## Historia
Termen pale ale betecknar ett öl som är bryggt med ljus malt. Pale ale från tidiga 1700-talet var lätt humlade och skiljer sig ganska mycket från sentida pale ale. Vid mitten av 1700-talet gjordes nästan all pale ale med kokseldad malt, vilket ger mindre rökt och rostad malt och därför gav ett ljusare öl. En variant av detta öl var oktoberölet, en ljust välhumlat brygd, populär bland de överklassen som bryggde det hemma och sedan lagrade det i källaren i två år.
Ett av de första bryggerierna att exportera öl till Indien var Bow Brewery som låg vid gränsen mellan Middlesex och Essex. Bow Breweries öl blev populärt hos Brittiska Ostindiska Kompaniets köpmän i slutet av 1700-talet på grund av Hodgsons generösa kredit på 18 månader. Hodgsons öl skeppades till Indien, bland dem hans oktoberöl, vilket vann på förhållandena under transporten och skattades tydligen högt av de indiska kunderna. Bow Brewery köptes upp av Hodgsons söner i början av 1800-talet, men deras affärsmetoder stötte bort kunderna. Under samma period förlorade flera Burtonbryggerier exporten till Ryssland på grund av nya tullar och började leta efter nya marknader för deras öl.
På grund av den växande efterfrågan från Ostindiska Kompaniet utvecklade Allsoppbryggeriet en starkhumlad pale ale liknande det som Hodgson exporterade till Indien. Bryggerierna Bass och Salt, även de från Burton, var också oroliga för förlusten av den ryska marknaden och följde efter i Allsopps fotsteg. Kanske var det på grund av bryggkvaliteterna i Burtonvattnet  som fick köpmännen att föredra Burton India pale ale, men Hodgsons oktoberöl blev allt mer inspirerat av Burtonbryggeriernas India pale ale.
Tidiga typer av India pale ale såsom Burtons och Hodgsons, hade endast en något högre alkoholhalt än den tidens vanligare ölsorter och skulle inte klassas som en Strong Ale med dåtidens mått. Det som utskiljde India pale ale från övriga ölsorter var att det var kraftigt humlat och innehöll en stor del högfermenterad vört vilket efterlämnade få sockerarter. De vanligt förekommande föreställningarna om att den ursprungliga typen av India pale ale skulle ha varit väldigt mycket alkoholstarkare än dåtidens öl är alltså en myt. Vidare överlevde även porter som på den tiden skeppades till både Indien och Kalifornien och teorin om att Hodgson skapade sin öl för att den skulle klara resan som andra öl inte klarade är troligen falsk.
Efterfrågan i England på exportvarianten av pale ale, känd som India pale ale, uppstod troligen runt 1840 och det blev därmed en populär produkt i England. Vissa bryggare släppte prefixet India mot slutet av 1800-talet, men enligt arkivfynd hade dessa pale ale kvar karaktärsdragen från de tidigare IPA:rna. Amerikanska, kanadensiska och australiensiska bryggare bryggde öl märkta IPA innan 1900 och dåtida källor visar på att dessa liknade deras brittiska förlagor.